# A Paksi FC 2012–2013-as szezonja
A Paksi FC 2012–2013-as szezonja szócikk a Paksi FC első számú férfi labdarúgócsapatának egy idényéről szól, mely sorozatban a 7., és összességében is a 7. idénye a csapatnak a magyar első osztályban. A klub fennállásának ekkor volt a 60. évfordulója.

## Statisztikák
Utolsó elszámolt mérkőzés dátuma: 2013. május 31.

### Mérkőzések
| Lejátszott mérkőzések száma          | 40 (30 OTP Bank Liga, 4 Magyar kupa, 6 Ligakupa)     |
| Győzelmek száma                      | 12 (8 OTP Bank Liga, 2 Magyar kupa, 2 Ligakupa)      |
| Döntetlenek száma                    | 13 (11 OTP Bank Liga, 0 Magyar kupa, 2 Ligakupa)     |
| Vereségek száma                      | 15 (11 OTP Bank Liga, 2 Magyar kupa, 2 Ligakupa)     |
| Szerzett gólok száma                 | 53                                                   |
| Kapott gólok száma                   | 52                                                   |
| Gólkülönbség                         | +1                                                   |
| Sárga lapok                          | 94                                                   |
| Kiállítások                          | 8                                                    |
| Legtöbbet figyelmeztetett játékos    | Fiola Attila (13 , 2 )                               |
| Legnagyobb arányú győzelem otthon    | Paksi FC 4–1 BFC Siófok (2012. 09. 15.)              |
| Legnagyobb arányú győzelem otthon    | Paksi FC 4–1 Vasas (2012. 11. 13.)                   |
| Legnagyobb arányú győzelem idegenben | Újpest 0–6 Paksi FC (2013. 03. 02.)                  |
| Legnagyobb arányú vereség            | Győri ETO 4–0 Paksi FC (2012. 11. 20.)               |
| Legmagasabb hazai nézőszám           | 5 150 néző, Paksi FC 1–3 Ferencváros (2013. 05. 05.) |
| Legalacsonyabb hazai nézőszám        | 100 néző, Paksi FC 4–1 Vasas (2012. 11. 13.)         |
| Legtöbbször pályára lépett játékos   | Éger László (37 mérkőzés)                            |
| Házi gólkirály                       | Simon Attila (12 )                                   |
| Pontok                               | 49/120 (40,83%)                                      |

### Kiírások
| Kiírás        | Statisztikák | Statisztikák | Statisztikák | Statisztikák | Statisztikák | Statisztikák | Kezdő forduló | Végső forduló/ helyezés | Mérkőzések dátumai | Mérkőzések dátumai |
| Kiírás        | M            | GY           | D            | V            | LG–KG        | GK           | Kezdő forduló | Végső forduló/ helyezés | Első               | Utolsó             |
| ------------- | ------------ | ------------ | ------------ | ------------ | ------------ | ------------ | ------------- | ----------------------- | ------------------ | ------------------ |
| OTP Bank Liga | 30           | 8            | 11           | 11           | 40–38        | +2           | —             |                         | 2012. 07. 28.      | 2013. 05. 31.      |
| Magyar kupa   | 4            | 2            | 0            | 2            | 6–8          | –2           | 2. forduló    | 4. forduló              | 2012. 09. 26.      | 2012. 11. 27.      |
| Ligakupa      | 6            | 2            | 2            | 2            | 7–6          | +1           | Csoportkör    | Csoportkör              | 2012. 09. 05.      | 2012. 12. 05.      |

## Mérkőzések
| Színmagyarázat | Színmagyarázat |
| -------------- | -------------- |
|                | Győzelem.      |
|                | Döntetlen.     |
|                | Vereség.       |

### OTP Bank Liga 2012–13

#### Őszi fordulók
| 1. forduló 2012. július 28. 17:00 |

| Paksi FC                                             | 2 – 3               | Pécsi MFC                                                                  |
| ---------------------------------------------------- | ------------------- | -------------------------------------------------------------------------- |
| Simon 37' Heffler 71' Báló 63' Fiola 65' Kulcsár 76' | (1 – 2) Jegyzőkönyv | Wittrédi 31' Grumić 36' Zeljkovič 90+2' Uzoma 47' Demjén 53' Horváth 90+2' |

| Fehérvári úti stadion, Paks Nézőszám: 1 000 Játékvezető: Becséri Dániel (magyar) |

| 2. forduló 2012. augusztus 3. 17:00 |

| Lombard Pápa | 0 – 0               | Paksi FC            |
| ------------ | ------------------- | ------------------- |
| Tóth G. 55'  | (0 – 0) Jegyzőkönyv | Sifter 50' Éger 88' |

| Perutz Stadion, Pápa Nézőszám: 1 000 Játékvezető: Szőts Gergely (magyar) |

| 3. forduló 2012. augusztus 12. 18:30 |

| Paksi FC                                 | 2 – 2               | Újpest                                                      |
| ---------------------------------------- | ------------------- | ----------------------------------------------------------- |
| Simon 23' Éger 39' Heffler 28' Szabó 61′ | (1 – 2) Jegyzőkönyv | Zaris 19' 40' Remili 55' Proesmans 38' Christ 50' Antón 57' |

| Fehérvári út, Paks Nézőszám: 3 000 Játékvezető: Erdős József (magyar) |

| 4. forduló 2012. augusztus 19. 16:30 |

| Budapest Honvéd                              | 3 – 3               | Paksi FC                                   |
| -------------------------------------------- | ------------------- | ------------------------------------------ |
| Živanović 16' 74' Vernes 62' Délczeg 66' 34' | (1 – 3) Jegyzőkönyv | Kiss 8' Simon 34' Sipeki 45' 61' Fiola 54' |

| Bozsik József Stadion, Budapest Nézőszám: 2 000 Játékvezető: Solymosi Péter (magyar) |

| 5. forduló 2012. augusztus 24. 17:00 |

| Paksi FC           | 0 – 1               | Egri FC                    |
| ------------------ | ------------------- | -------------------------- |
| Fiola 57' Éger 82' | (0 – 0) Jegyzőkönyv | Pavlov 84' Pavičević 90+4' |

| Fehérvári úti stadion, Paks Nézőszám: 1 000 Játékvezető: Vad II. István (magyar) |

| 6. forduló 2012. szeptember 1. 16:00 |

| Haladás                     | 1 – 2               | Paksi FC                          |
| --------------------------- | ------------------- | --------------------------------- |
| Kenesei 18' Korolovszky 53' | (1 – 1) Jegyzőkönyv | Lázok 40' 55' Kenesei 67' (öngól) |

| Rohonci út, Szombathely Nézőszám: 4 500 Játékvezető: Böcskei Balázs (magyar) |

| 7. forduló 2012. szeptember 15. 16:00 |

| Paksi FC                        | 4 – 1               | BFC Siófok                       |
| ------------------------------- | ------------------- | -------------------------------- |
| Vayer 73' Simon 74' 79' 87' 75' | (0 – 0) Jegyzőkönyv | Pál 90+2' (11-esből) Kecskés 83' |

| Fehérvári úti stadion, Paks Nézőszám: 800 Játékvezető: Szilasi Szabolcs (magyar) |

| 8. forduló 2012. szeptember 21. 19:00 |

| Diósgyőr                        | 1 – 0               | Paksi FC                          |
| ------------------------------- | ------------------- | --------------------------------- |
| Bacsa 4' Gosztonyi 39' Elek 66' | (1 – 0) Jegyzőkönyv | Lázok 35' Kulcsár 67' Fiola 90+3' |

| DVTK-stadion, Miskolc Nézőszám: 7 000 Játékvezető: Bognár Tamás (magyar) |

| 9. forduló 2012. szeptember 29. 18:30 |

| Paksi FC                                   | 1 – 1               | Videoton                |
| ------------------------------------------ | ------------------- | ----------------------- |
| Tököli 8' Báló 79' Fiola 90′ Heffler 90+2' | (1 – 0) Jegyzőkönyv | Kovács 76' Oliveira 88' |

| Fehérvári út, Paks Nézőszám: 2 000 Játékvezető: Szabó Zsolt (magyar) |

| 10. forduló 2012. október 6. 16:00 |

| Paksi FC                    | 0 – 0               | Győri ETO                                                   |
| --------------------------- | ------------------- | ----------------------------------------------------------- |
| Zsók 25' Lázok 53' Éger 73' | (0 – 0) Jegyzőkönyv | Pilibaitis 21' Pátkai 51' Varga 53' Völgyi 90' Takács 90+1' |

| Fehérvári út, Paks Nézőszám: 1 500 Játékvezető: Kassai Viktor (magyar) |

| 11. forduló 2012. október 19. 19:00 |

| Ferencváros                                     | 2 – 2               | Paksi FC                                                                             |
| ----------------------------------------------- | ------------------- | ------------------------------------------------------------------------------------ |
| Ionescu 40' Gyömbér 88' Bešić 28' Jovanović 85' | (1 – 0) Jegyzőkönyv | Simon 54' 2' Jovanović 85' (öngól) Szabó 56' Heffler T. 58' Kulcsár 88' Tököli 90+3' |

| Albert Flórián Stadion, Budapest Nézőszám: 5 800 Játékvezető: Solymosi Péter (magyar) |

| 12. forduló 2012. október 27. 18:30 |

| Paksi FC                     | 0 – 0               | MTK Budapest |
| ---------------------------- | ------------------- | ------------ |
| Éger 70' Vayer 79' Fiola 90' | (0 – 0) Jegyzőkönyv | Wolfe 48'    |

| Fehérvári úti stadion, Paks Nézőszám: 1 000 Játékvezető: Andó-Szabó Sándor (magyar) |

| 13. forduló 2012. november 3. 18:30 |

| Debreceni VSC           | 0 – 1               | Paksi FC                                 |
| ----------------------- | ------------------- | ---------------------------------------- |
| Bouadla 42' Bernáth 66' | (0 – 0) Jegyzőkönyv | Tököli 63' Lázok 34' Sifter 42' Bori 67' |

| Oláh Gábor utcai stadion, Debrecen Nézőszám: 4 000 Játékvezető: Szilasi Szabolcs (magyar) |

| 14. forduló 2012. november 10. 16:00 |

| Paksi FC                                    | 1 – 2               | Kaposvári Rákóczi                                       |
| ------------------------------------------- | ------------------- | ------------------------------------------------------- |
| Lázok 43' Sifter 11' Fiola 46' Bartha 90+2' | (1 – 0) Jegyzőkönyv | Oláh 47' (11-esből) Balázs 50' Hajdúch 57' Petrazzi 81' |

| Fehérvári úti stadion, Paks Nézőszám: 1 000 Játékvezető: Radványi Ádám (magyar) |

| 15. forduló 2012. november 17. 16:00 |

| Kecskeméti TE                                          | 1 – 1               | Paksi FC                                                     |
| ------------------------------------------------------ | ------------------- | ------------------------------------------------------------ |
| Pekár 90' Savić 27' Tarabai 59' Patvaros 62' Forró 71' | (0 – 1) Jegyzőkönyv | Vaskó 16' (öngól) Fiola 44' Simon 46' Kulcsár 84' Éger 90+2' |

| Széktói Stadion, Kecskemét Nézőszám: 2 433 Játékvezető: Németh Ádám (magyar) |

| 16. forduló 2012. november 23. 19:00 |

| Pécsi MFC                                                          | 1 – 3               | Paksi FC                                                 |
| ------------------------------------------------------------------ | ------------------- | -------------------------------------------------------- |
| Bajzát 90' Grumić 36' Uzoma 53' Dibusz 80' Demjén 89′ Lantos 90+2' | (0 – 2) Jegyzőkönyv | Eppel 34' 69' Kulcsár 38' Fiola 51' Báló 89' Vayer 90+2' |

| PMFC Stadion, Pécs Nézőszám: 3 000 Játékvezető: Veizer Roland (magyar) |

| 17. forduló 2012. november 30. 19:00 |

| Paksi FC                                                         | 2 – 0               | Lombard Pápa                                                     |
| ---------------------------------------------------------------- | ------------------- | ---------------------------------------------------------------- |
| Eppel 31' Tököli 84' Szabó 33' Kulcsár 67' Bartha 82' Báló 90+1' | (1 – 0) Jegyzőkönyv | Présinger 30' Horváth 51′ Arsić 62' Rodenbücher 78' Dlusztus 80' |

| Fehérvári úti stadion, Paks Nézőszám: 750 Játékvezető: Becséri Dániel (magyar) |

#### Tavaszi fordulók
| 18. forduló 2013. március 2. 16:00 |

| Újpest                             | 0 – 6   | Paksi FC                                                    |
| ---------------------------------- | ------- | ----------------------------------------------------------- |
| Balajcza 25' Sztaniszavljevics 48' | (0 – 3) | Lázok 16' (11-esből) 36' 71' 82' Tököli 39' 78' Könyves 25' |

| Szusza Ferenc Stadion, Budapest Nézőszám: 2 717 Játékvezető: Becséri Dániel (magyar) |

| 19. forduló 2013. március 8. 17:00 |

| Paksi FC                       | 0 – 3               | Budapest Honvéd                                                     |
| ------------------------------ | ------------------- | ------------------------------------------------------------------- |
| Bartha 23' Lázok 60' Fiola 74' | (0 – 3) Jegyzőkönyv | Vécsei 4' 12' 73' Vernes 35' Živanović 66' Lanzafame 68' Ikenne 87' |

| Fehérvári úti stadion, Paks Nézőszám: 1 500 Játékvezető: Iványi Zoltán (magyar) |

| 20. forduló 2013. április 9. 16:00 |

| Egri FC                                                            | 2 – 2               | Paksi FC                                         |
| ------------------------------------------------------------------ | ------------------- | ------------------------------------------------ |
| Horváth 12' Koós 35' Farkas 16' Mecinović 68' Buač 74' Preklet 79' | (2 – 0) Jegyzőkönyv | Pap 67' Éger 79' (11-esből) Juhász 29' Eppel 33' |

| Ligeti Stadion, Vác Nézőszám: 100 Játékvezető: Erdős József (magyar) |

- Elhalasztott mérkőzés.

| 21. forduló 2013. március 30. 15:00 |

| Paksi FC                                                    | 0 – 0               | Haladás                                                        |
| ----------------------------------------------------------- | ------------------- | -------------------------------------------------------------- |
| Fiola 4' Szabó 55' Heffler 56' Bartha 59' Báló 65' Éger 82' | (0 – 0) Jegyzőkönyv | Radó 5' Halmosi 33' Tóth 48' Iszlai 66' Nagy 89' Gyurján 90+2' |

| Fehérvári út, Paks Nézőszám: 750 Játékvezető: Kassai Viktor (magyar) |

| 22. forduló 2013. április 6. 14:00 |

| BFC Siófok                       | 1 – 1               | Paksi FC                                |
| -------------------------------- | ------------------- | --------------------------------------- |
| Pál 23' Takács 27' Windecker 71' | (1 – 1) Jegyzőkönyv | Lázok 28' Kovács 12' Szabó 26' Éger 76' |

| Révész Géza utca, Siófok Nézőszám: 300 Játékvezető: Solymosi Péter (magyar) |

| 23. forduló 2013. április 12. 19:00 |

| Paksi FC                       | 1 – 0               | Diósgyőr  |
| ------------------------------ | ------------------- | --------- |
| Tököli 11' Szabó 49' Fiola 89′ | (1 – 0) Jegyzőkönyv | Luque 48' |

| Fehérvári úti stadion, Paks Nézőszám: 1 600 Játékvezető: Vad II. István (magyar) |

| 24. forduló 2013. április 20. 16:00 |

| Videoton                                     | 2 – 0               | Paksi FC              |
| -------------------------------------------- | ------------------- | --------------------- |
| Gyurcsó 25' Caneira 68' Tóth 38' Paraiba 75' | (1 – 0) Jegyzőkönyv | Könyves 68' Eppel 83' |

| Sóstói Stadion, Székesfehérvár Nézőszám: 2 904 Játékvezető: Bognár Tamás (magyar) |

| 25. forduló 2013. április 26. 19:00 |

| Győri ETO                                        | 3 – 4               | Paksi FC                                                                                          |
| ------------------------------------------------ | ------------------- | ------------------------------------------------------------------------------------------------- |
| Völgyi 10' Střeštík 30' Kamber 39' 59' Dudás 85' | (3 – 0) Jegyzőkönyv | Bartha 55' Lázok 67' 67' Eppel 78' Könyves 90' Szabó 34' Sifter 37' Tököli 59' Fiola 63' Éger 70' |

| ETO Park, Győr Nézőszám: 3 500 Játékvezető: Iványi Zoltán (magyar) |

| 26. forduló 2013. május 5. 18:30 |

| Paksi FC                                                         | 1 – 3               | Ferencváros                                                                         |
| ---------------------------------------------------------------- | ------------------- | ----------------------------------------------------------------------------------- |
| Lázok 88' (11-esből) Heffler 28' Szabó 44' Sifter 62' Tököli 76' | (0 – 1) Jegyzőkönyv | Leonardo 45' 54' Bešić 66' Klein 73' Bönig 6' Alempijević 42' Somália 75' Čukić 78' |

| Fehérvári út, Paks Nézőszám: 5 150 Játékvezető: Andó-Szabó Sándor (magyar) |

| 27. forduló 2013. május 10. 17:00 |

| MTK Budapest               | 1 – 0               | Paksi FC                 |
| -------------------------- | ------------------- | ------------------------ |
| Pölöskei 86' Groppioni 14' | (0 – 0) Jegyzőkönyv | Mészáros 75′ Eppel 90+1' |

| Hidegkuti Nándor Stadion, Budapest Nézőszám: 300 Játékvezető: Kassai Viktor (magyar) |

| 28. forduló 2013. május 17. 19:00 |

| Paksi FC                                    | 1 – 2               | Debreceni VSC                                                  |
| ------------------------------------------- | ------------------- | -------------------------------------------------------------- |
| Bartha 33' Könyves 22' Sifter 30' Lázok 52' | (1 – 0) Jegyzőkönyv | Korhut 53' 76′ Mészáros 86' Máté 49' Coulibaly 61' Szűcs 90+1' |

| Fehérvári út, Paks Nézőszám: 1 000 Játékvezető: Farkas Ádám (magyar) |

| 29. forduló 2013. május 25. 14:00 |

| Kaposvári Rákóczi                                          | 1 – 0               | Paksi FC                          |
| ---------------------------------------------------------- | ------------------- | --------------------------------- |
| Balázs 36' Kovács 23' Petrazzi 79' Zámbó 83' Šafarić 90+2' | (1 – 0) Jegyzőkönyv | Könyves 20' Heffler 55' Lázok 64′ |

| Rákóczi Stadion, Kaposvár Nézőszám: 1 500 Játékvezető: Fábián Mihály (magyar) |

| 30. forduló 2013. május 31. 17:00 |

| Paksi FC  | 0 – 1               | Kecskeméti TE                  |
| --------- | ------------------- | ------------------------------ |
| Szabó 28' | (0 – 0) Jegyzőkönyv | Bertus 71' Vaskó 24' Varga 53' |

| Fehérvári úti stadion, Paks Nézőszám: 500 Játékvezető: Solymosi Péter (magyar) |

#### A végeredmény
| #   | Csapat                | M  | GY | D  | V  | G+ – G– | GK  | P  | Megjegyzések                                   |
| --- | --------------------- | -- | -- | -- | -- | ------- | --- | -- | ---------------------------------------------- |
| 1.  | Győri ETO (B)         | 30 | 19 | 7  | 4  | 57–33   | +24 | 64 | 2013–2014-es Bajnokok Ligája – 2. selejtezőkör |
| 2.  | Videoton (I)          | 30 | 16 | 6  | 8  | 52–24   | +28 | 54 | 2013–2014-es Európa-liga – 1. selejtezőkör     |
| 3.  | Budapest Honvéd (I)   | 30 | 15 | 7  | 8  | 50–36   | +14 | 52 | 2013–2014-es Európa-liga – 1. selejtezőkör     |
| 4.  | MTK BudapestÚ         | 30 | 15 | 6  | 9  | 43–30   | +13 | 51 |                                                |
| 5.  | Ferencváros           | 30 | 13 | 10 | 7  | 51–36   | +15 | 49 |                                                |
| 6.  | Debreceni VSCCV (KGY) | 30 | 14 | 4  | 12 | 47–36   | +11 | 46 | 2013–2014-es Európa-liga – 2. selejtezőkör1    |
| 7.  | Kecskeméti TE         | 30 | 12 | 8  | 10 | 42–42   | 0   | 44 |                                                |
| 8.  | Haladás               | 30 | 11 | 11 | 8  | 36–27   | +9  | 44 |                                                |
| 9.  | Újpest                | 30 | 11 | 8  | 11 | 40–42   | −2  | 41 |                                                |
| 10. | Diósgyőr              | 30 | 9  | 11 | 10 | 31–39   | −8  | 38 |                                                |
| 11. | Kaposvári Rákóczi     | 30 | 10 | 7  | 13 | 35–38   | −3  | 37 |                                                |
| 12. | Pécsi MFC             | 30 | 10 | 7  | 13 | 33–44   | −11 | 37 |                                                |
| 13. | Paksi FC              | 30 | 8  | 11 | 11 | 40–38   | +2  | 35 |                                                |
| 14. | Lombard Pápa          | 30 | 7  | 7  | 16 | 26–46   | −20 | 28 |                                                |
| 15. | BFC Siófok (K)        | 30 | 7  | 4  | 19 | 31–61   | −30 | 25 | NB II                                          |
| 16. | Egri FCÚ (K)          | 30 | 3  | 6  | 21 | 25–67   | −42 | 15 | NB II                                          |

Forrás: MLSZ adatbank 
A rangsorolás alapszabályai: 1. összpontszám, 2. győzelmek száma, 3. gólkülönbség, 4. szerzett gólok száma, 5. egymás elleni eredmények összpontszáma,  6. egymás elleni eredmények gólkülönbsége, 7. egymás elleni eredmények szerzett góljainak száma, 8. egymás elleni eredmények idegenben szerzett góljainak száma.
1 A Debreceni VSC a 2013–14-es Európa-liga 2. selejtezőkörében indulhat, kupagyőztesként.
(B): Bajnokcsapat, (K): Kieső csapat, (F): Feljutó csapat, (I): Kupainduló, (R): A rájátszás győztese, (KGY): Kupagyőztes

#### Eredmények összesítése
Az alábbi táblázatban összesítve szerepelnek a Paksi FC 2012/13-as bajnokságban elért eredményei.
| Ősz/tavasz (forduló)    | Otthon | Otthon | Otthon | Otthon | Otthon | Otthon | Otthon | Idegenben | Idegenben | Idegenben | Idegenben | Idegenben | Idegenben | Idegenben |
| Ősz/tavasz (forduló)    | M      | GY     | D      | V      | LG–KG  | GK     | P      | M         | GY        | D         | V         | LG–KG     | GK        | P         |
| ----------------------- | ------ | ------ | ------ | ------ | ------ | ------ | ------ | --------- | --------- | --------- | --------- | --------- | --------- | --------- |
| Őszi szezon (1–17.)     | 9      | 2      | 4      | 3      | 12–10  | +2     | 10     | 8         | 3         | 4         | 1         | 12–9      | +3        | 13        |
| Tavaszi szezon (18–30.) | 6      | 1      | 1      | 4      | 3–9    | –6     | 4      | 7         | 3         | 2         | 2         | 14–9      | +5        | 11        |
| Összesen (1–30.)        | 15     | 3      | 5      | 7      | 15–19  | –4     | 14     | 15        | 6         | 6         | 3         | 26–18     | +8        | 24        |

#### Helyezések fordulónként
| Forduló  | 1  | 2  | 3  | 4  | 5  | 6  | 7  | 8 | 9  | 10 | 11 | 12 | 13 | 14 | 15 | 16 | 17 | 18 | 19 | 20 | 21 | 22 | 23 | 24 | 25 | 26 | 27 | 28 | 29 | 30 |
| -------- | -- | -- | -- | -- | -- | -- | -- | - | -- | -- | -- | -- | -- | -- | -- | -- | -- | -- | -- | -- | -- | -- | -- | -- | -- | -- | -- | -- | -- | -- |
| Helyszín | O  | I  | O  | I  | O  | I  | O  | I | O  | O  | I  | O  | I  | O  | I  | I  | O  | I  | O  | I  | O  | I  | O  | I  | I  | O  | I  | O  | I  | O  |
| Eredmény | V  | D  | D  | D  | V  | GY | GY | V | D  | D  | D  | D  | GY | V  | D  | GY | GY | GY | V  | D  | D  | D  | GY | V  | GY | V  | V  | V  | V  | V  |
| Helyezés | 11 | 12 | 11 | 12 | 13 | 10 | 7  | 9 | 10 | 12 | 14 | 14 | 13 | 14 | 14 | 13 | 9  | 7  | 8  | 9  | 8  | 9  | 8  | 11 | 9  | 9  | 10 | 11 | 12 | 13 |

Helyszín: O = Otthon; I = Idegenben. Eredmény: GY = Győzelem; D = Döntetlen; V = Vereség.

### Magyar kupa
| 2. forduló 2012. szeptember 26. 15:30 |

| Veszprém                                     | 0 – 2               | Paksi FC                       |
| -------------------------------------------- | ------------------- | ------------------------------ |
| Szöllőskei 34' Hevesi Tóth 42' Mosberger 79' | (0 – 1) Jegyzőkönyv | Vayer 42' Simon 64' Bartha 11' |

| Városi stadion, Veszprém Nézőszám: 200 Játékvezető: Pánczél Krisztián (magyar) |

| 3. forduló 2012. október 31. 17:00 |

| REAC                           | 1 – 2               | Paksi FC      |
| ------------------------------ | ------------------- | ------------- |
| Buzás 23' Héger 84' Kollár 89' | (1 – 2) Jegyzőkönyv | Fiola 13' 18' |

| Budai II László Stadion, Budapest Nézőszám: 250 Játékvezető: Böcskei Balázs (magyar) |

| 4. forduló Első mérkőzés 2012. november 20. 16:30 |

| Győri ETO | 4 – 0               | Paksi FC                    |
| --- | ------------------- | --------------------------- |
| Dinjar 6' (11-esből) Dudás 45+2' 76' Pátkai 72' Trajković 16' Kronaveter 70' Pilibaitis 74' Stevanović 74' Nicorec 90' | (2 – 0) Jegyzőkönyv | Szabó 5′ Fiola 74' Báló 83' |

| ETO Park, Győr Nézőszám: 600 Játékvezető: Farkas Ádám (magyar) |

| 4. forduló Visszavágó 2012. november 27. 15:00 |

| Paksi FC                 | 2 – 3               | Győri ETO                                                              |
| ------------------------ | ------------------- | ---------------------------------------------------------------------- |
| Simon 19' 23' Sipeki 39' | (2 – 2) Jegyzőkönyv | Kronaveter 8' 45' Dudás 80' Lang 15' Đorđević 23′ Nicorec 25' Švec 60' |

| Fehérvári úti stadion, Paks Nézőszám: 250 Játékvezető: Iványi Zoltán (magyar) |

### Magyar labdarúgó-ligakupa

#### Csoportkör (B csoport)
| 1. forduló 2012. szeptember 5. 16:00 |

| Paksi FC                         | 2 – 1               | Pécsi MFC                                              |
| -------------------------------- | ------------------- | ------------------------------------------------------ |
| Sifter 14' Vayer 53' Heffler 78' | (1 – 1) Jegyzőkönyv | Lantos 9' Akran 30' Okoronkwo 62′ Uzoma 81' Čaušić 89' |

| Fehérvári úti stadion, Paks Nézőszám: 200 Játékvezető: Kovács J. Zoltán (magyar) |

| 2. forduló 2012. szeptember 12. 17:30 |

| Vasas               | 1 – 0               | Paksi FC  |
| ------------------- | ------------------- | --------- |
| Füredi 55' Tóth 30′ | (0 – 0) Jegyzőkönyv | Eppel 86′ |

| Illovszky Rudolf Stadion, Budapest Nézőszám: 300 Játékvezető: Nagy Róbert (magyar) |

| 3. forduló 2012. október 10. 15:00 |

| BFC Siófok | 0 – 0               | Paksi FC |
| ---------- | ------------------- | -------- |
| Molnár 89' | (0 – 0) Jegyzőkönyv |          |

| Révész Géza utcai stadion, Siófok Nézőszám: 100 Játékvezető: Pintér Csaba (magyar) |

| 4. forduló 2012. október 13. 14:00 |

| Paksi FC                                 | 1 – 1               | BFC Siófok              |
| ---------------------------------------- | ------------------- | ----------------------- |
| Lázok 76' Fiola 42' Eppel 49' Sifter 62' | (0 – 1) Jegyzőkönyv | Sluka 26' Mogyorósi 57' |

| Fehérvári út, Paks Nézőszám: 150 Játékvezető: Szőts Gergely (magyar) |

| 5. forduló 2012. november 13. 13:30 |

| Paksi FC                                                            | 4 – 1               | Vasas                                      |
| ------------------------------------------------------------------- | ------------------- | ------------------------------------------ |
| Simon 32' (11-esből) 59' 45' Eppel 53' 72' Heffler 75' Mészáros 60' | (1 – 1) Jegyzőkönyv | Füredi 16' (11-esből) Lucas 45' Reidan 72′ |

| Fehérvári úti stadion, Paks Nézőszám: 100 Játékvezető: Berger József (magyar) |

| 6. forduló 2012. december 5. 13:00 |

| Pécsi MFC                                                     | 2 – 0               | Paksi FC                                      |
| ------------------------------------------------------------- | ------------------- | --------------------------------------------- |
| Wittrédi 8' 22' Grumić 73' Čaušić 2' Zeljkovič 53' Bodnár 71' | (1 – 0) Jegyzőkönyv | Csernyánszki 5′ Báló 45' Bartha 53' Szabó 61' |

| PMFC Stadion, Pécs Nézőszám: 70 Játékvezető: Oláh Gábor (magyar) |

#### A B csoport végeredménye
| Csapat     | M | Gy | D | V | G+ | G– | Gk | P  |
| ---------- | - | -- | - | - | -- | -- | -- | -- |
| Pécsi MFC  | 6 | 3  | 2 | 1 | 11 | 6  | +5 | 11 |
| Paksi FC   | 6 | 2  | 2 | 2 | 7  | 6  | +1 | 8  |
| Vasas      | 6 | 2  | 1 | 3 | 5  | 9  | –4 | 7  |
| BFC Siófok | 6 | 1  | 3 | 2 | 5  | 7  | –2 | 6  |

### Felkészülési mérkőzések

#### Téli felkészülési mérkőzések
| 2013. január 19. |

| Paksi FC                                                                | 8 – 0               | Bonyhád VLC |
| ----------------------------------------------------------------------- | ------------------- | ----------- |
| Lázok 3' Pintér 7' Tököli 59' Eppel 61' 75' Könyves 63' Heffler 84' 88' | (2 – 0) Jegyzőkönyv |             |

| Fehérvári úti stadion, Paks |

| 2013. január 23. |

| Paksi FC   | 1 – 0               | Lombard Pápa |
| ---------- | ------------------- | ------------ |
| Bartha 65' | (0 – 0) Jegyzőkönyv |              |

| Fehérvári úti stadion, Paks Játékvezető: Kovács J. Zoltán (magyar) |

| 2013. január 26. |

| Szigetszentmiklósi TK  | 2 – 1   | Paksi FC  |
| ---------------------- | ------- | --------- |
| Takács T. 54' Kiss 57' | (0 – 0) | Eppel 90' |

| Szigetszentmiklós Játékvezető: Gyarmati II. Tibor (magyar) |

| 2013. január 30. |

| NK Zadar | 2 – 1               | Paksi FC   |
| -------- | ------------------- | ---------- |
|          | (1 – 0) Jegyzőkönyv | Pintér 77' |

|  |

| 2013. február 2. |

| Cibalia Vinkovci | 0 – 1               | Paksi FC   |
| ---------------- | ------------------- | ---------- |
|                  | (0 – 1) Jegyzőkönyv | Bartha 31' |

|  |

| 2013. február 13. |

| Spartak Trnava | 3 – 1               | Paksi FC  |
| -------------- | ------------------- | --------- |
|                | (1 – 0) Jegyzőkönyv | Szabó 89' |

| Belek |

| 2013. február 16. |

| Radnički 1923 | 1 – 2               | Paksi FC              |
| ------------- | ------------------- | --------------------- |
|               | (0 – 1) Jegyzőkönyv | Eppel 41' Heffler 78' |

|  |

| 2013. február 23. |

| Paksi FC                       | 3 – 0               | Kozármisleny SE |
| ------------------------------ | ------------------- | --------------- |
| Eppel 26' Lázok 52' Juhász 69' | (1 – 0) Jegyzőkönyv |                 |

| Paks |